# Lee Township (comté de Franklin, Iowa)
Pour les articles homonymes, voir Lee Township.
Lee Township est un township, du comté de Franklin en Iowa, aux États-Unis,.
Il est fondé en 1870. Il est initialement nommé Iowa Township mais est rebaptisé en l'honneur de William H. Lee, un pionnier.